# Пюттерсгук
Пюттерсгук (нід. Puttershoek) — село в нідерландській провінції Південна Голландія. Входить до муніципалітету Гуксе-Вард.
Його площа становить 5,64 км², а населення станом на 2021 рік складало 7 205 осіб.
До 1984 року мало статус окремого муніципалітету.

## Галерея

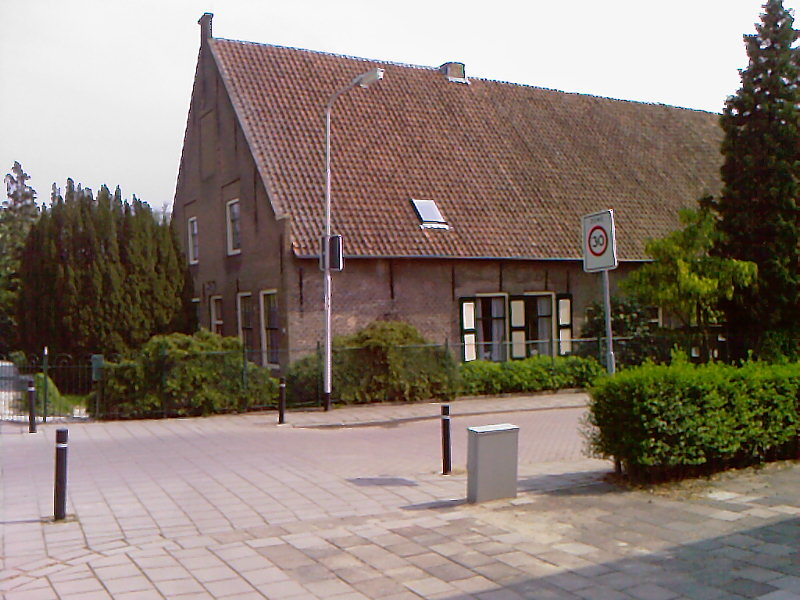
Ферма 18-го сторіччя
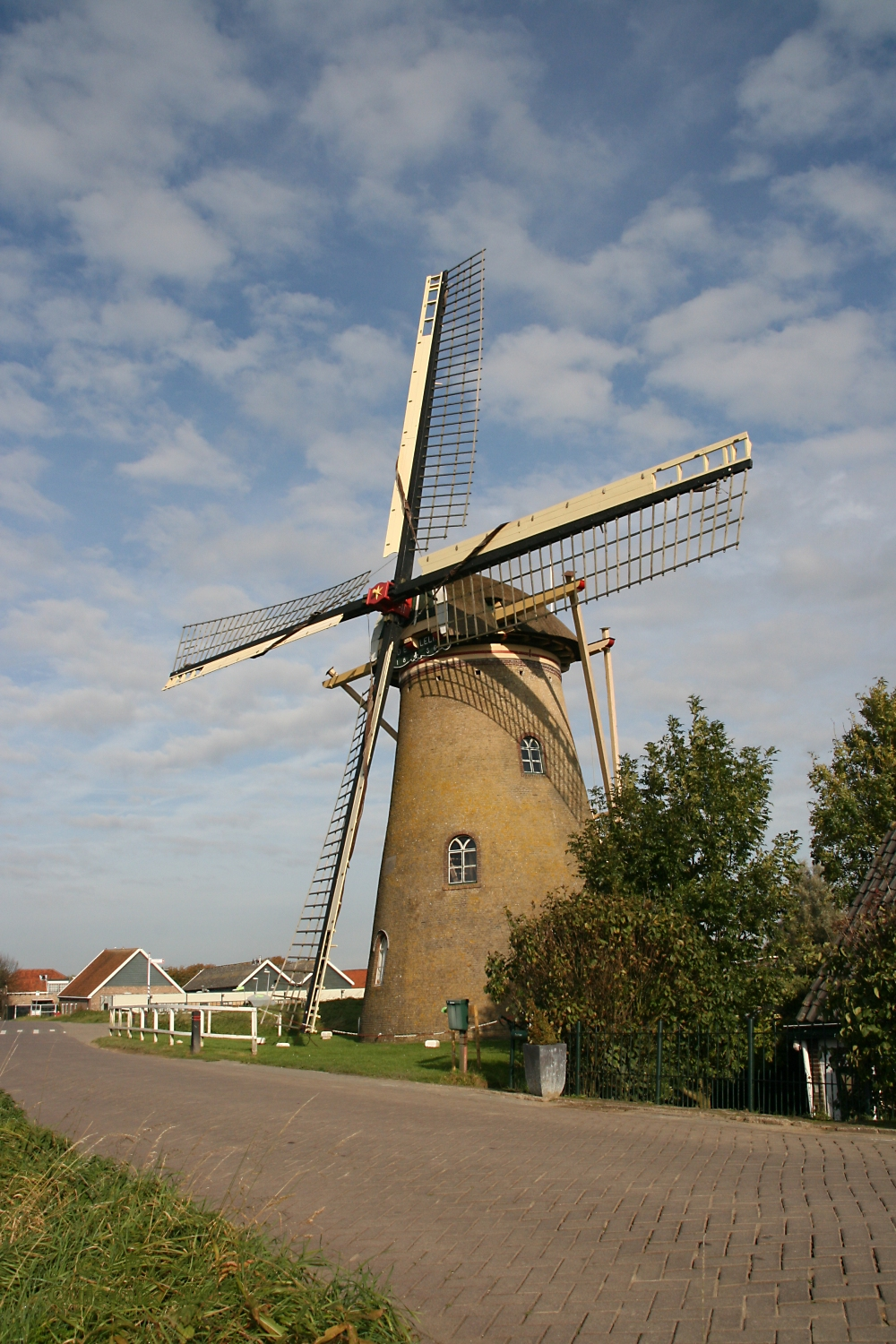
Вітряк De Lelie